# Rukomet na Mediteranskim igrama 2009.
Rukometni turnir na MI 2009. održavao se od 26. lipnja do 5. srpnja u Pescari u Italiji. Srbija je u završnici pobijedila Francusku 35:31.
- skupina A: Francuska, Srbija, Alžir, Albanija
- skupina B: Turska, Tunis, Grčka, Italija, BiH

## Konačni poredak
| Mj. | Država              |
| --- | ------------------- |
| 1.  | Srbija              |
| 2.  | Francuska           |
| 3.  | Tunis               |
| 4.  | Turska              |
| 5.  | Alžir               |
| 6.  | Grčka               |
| 7.  | Italija             |
| 8.  | Albanija            |
| 9.  | Bosna i Hercegovina |

| Pobjednici         |
| ------------------ |
| Srbija Prvi naslov |